# Бурино (Балезинский район)
Бурино — деревня в Балезинском районе Удмуртии. Входит в состав Каменно-Задельского сельского поселения.

## География
Деревня расположена на северо-востоке республики на расстоянии примерно в 3 километрах по прямой к востоку от районного центра Балезина.
Часовой пояс
Деревня Бурино как и вся Удмуртия, находится в часовой зоне МСК+1. Смещение применяемого времени относительно UTC составляет +4:00.

## Население
| 2010 | 2012 | 2014 |
| ---- | ---- | ---- |
| 115  | ↘111 | ↗140 |

Национальный состав
Согласно результатам переписи 2002 года, в национальной структуре населения
удмурты составляли 97 % из 135 чел..